# ベッドフォードシャー
ベッドフォードシャー (Bedfordshire) は、イングランド東部にある典礼カウンティで、ベッドフォードシャー州 (the county of Bedfordshire, Bedfordshire county) とも呼ばれる。中心地はベッドフォード。ケンブリッジシャー、ノーサンプトンシャー、バッキンガムシャー、ハートフォードシャーに接している。最高点はダンステーブル・ダウンズ付近の243メートル (797フィート)。標語は"Constant Be"。
ケンスワースは1897年までハートフォードシャーに属していた。
植物保護団体であるプラントライフは、2002年にミツバチランを州の花に選んでいる。

## 歴史
1011年の記録に Bedanfordscir として初めて歴史上に登場する。これは「ベーダのford」（ford＝川の渡渉地点）を意味する。
歴史的には、バラであるベッドフォードに加え、バートフォード、ビッグルズウェイド、クリフトン、フリット、マンズヘッド、レッドバーンストーク、ストッデン、ウィリー、ウィクサムトリの9つのhundredと呼ばれる下位区分によって構成される。
ルートンは1997年に独立した単一自治体となったが、典礼カウンティ上はいまだベッドフォードシャーの一部である。この記事では、特記がない限りルートンを含めた歴史的な州としてのベッドフォードシャーについて説明する。

## 地理
ベッドフォードシャーの南端部は、チルターン丘陵として知られる白亜の尾根になっている。その他の地域は、グレート・ウーズ川およびその支流の広大な流域になっている。
ベッドフォードシャーの岩石は、殆どがジュラ紀と白亜紀の粘土と砂岩で、一部石灰岩がある。ここの粘土はフレットンでレンガ造りに使われている。白亜が氷河に侵食され、硬い燧石の塊が砂利として除かれ、現在プライオリ州立公園、ウィボストン、フェルマーシャムで湖になっている採掘場で嘗て商業利用されていた。

## 交通
ロンドンとイングランド内陸部や北部を結ぶ主要な交通路が多く通っている。

### 道路
- A1 - ロンドン - エディンバラ - イギリス最長の道路。ビグルスウェイドとサンディーの近くを通っている。
- A5（ワットリング街道） - ロンドン - ホリーヘッド - ダンスタブルを通っている。
- M1 - ロンドン - リーズ - 1959年開通。ルートン付近などをはじめとして合計5つのジャンクションが設けられている。
- A6 - ルートン - カーライル - イギリスで4番目に長い道路。ルートンとベッドフォードを通っている。

### 鉄道
3つの主要鉄道路線がベッドフォードシャーを通過している。
- ウェスト・コースト本線 - 州の西方を短区間ではあるが横切り、レイトン・バザードに駅が設けられている。ロンドン・ノースウェスタン・レールウェイ（ウェスト・ミッドランズ・トレインズのサブブランド）によってロンドン（ユーストン駅）やノーサンプトンなどと結ばれている。
- イースト・コースト本線 - アールシー（英語版）、ビグルスウェイド（英語版）、サンディー（英語版）に駅が設けられており、テムズリンクとグレート・ノーザン（いずれもゴヴィア・テムズリンク・レールウェイのサブブランド）によってロンドン（セント・パンクラス駅、キングス・クロス駅）やブライトン、ピーターバラなどと結ばれている。
- ミッドランド本線 - ルートンやベッドフォードなど6つの駅が設けられている。列車はイースト・ミッドランズ・レールウェイ（英語版）とテムズリンクによって運行され、ロンドン（セント・パンクラス駅）やブライトン、ノッティンガムなどと結ばれている。

支線区としては、ベッドフォードとバッキンガムシャーのミルトン・キーンズとを結んぶマーストン・ヴェール線が存在し、ロンドン・ノースウェスタン・レールウェイによって運行されている。

### 水路
グレート・ウーズ川によりベッドフォードシャーとフェンランドが水運で結ばれている。2004年にはウーズ川とグランド・ユニオン・カナルを結ぶ運河を建設する計画が持ち上がった。

### 飛行機
ロンドン・ルートン空港では国内、ヨーロッパ、北アフリカへの路線が格安航空会社によって運航されている。

## 町村
- Ampthill
- Barton-Le-Clay
- ベッドフォード
- Biggleswade
- Beeston
- Clapham, Clophill, Cranfield
- Dunstable
- Eversholt
- Flitwick
- Hockliffe
- Kempston
- Leighton Buzzard
- ルートン
- Marston Moretaine
- Millbrook
- Old Warden
- Sandy
- Shefford
- Stotfold
- Studham
- Silsoe
- Toddington
- Whipsnade
- ウォバーン

## 観光地
- カーディントン（R101を展示）
- チックサンズ村
- ディ・グレイ・マウソレウム
- ダンステーブル・ダウンズ
- イルストウ・モート・ホール
- ハロルド・オデル田園公園
- フーヒルメーズ
- ホートン・ハウス
- レイトン・バザード鉄道
- ルトン・ホー
- マーストン渓谷の森
- プライオリ・カントリー・パーク
- RAF ヘンロー
- RSPBロッジ
- シャトルワース収蔵館
- スティーヴィントンウィンドミル
- ストックウッド・クラフト博物館
- ステュアートビ湖
- ウィプスネード・ワイルドライフ・パーク
- ウィプスネード・ツリー大聖堂
- ウエリントン・ドーブコート&ステーブルズ
- ウォバーン・アビー
- ウォバーン・ワイルドライフ・パーク
- レスト・パーク・ガーデンズ

## 同州出身の有名人
- バッドリー・ドローン・ボーイ - シンガーソングライター
- ハロルド・エイブラハムス - 陸上選手
- マット・スケルトン - プロボクサー
- アーサー・ヘイリー - 作家
- ベン・ウィショー - 俳優

## 参照
1. ↑  “イギリスの州花”. www.plantlife.org.uk. 2006年2月14日時点のオリジナルよりアーカイブ。2020年2月12日閲覧。